# Luca Vido
Luca Vido (Bassano del Grappa, 3 febbraio 1997) è un calciatore italiano, attaccante dell'Union Brescia.

## Caratteristiche tecniche
Alto 182 cm, è una punta centrale molto forte fisicamente, abile nel gioco aereo e con un buon fiuto del gol, unito a una grande capacità di dribbling nello stretto.

## Carriera

### Club

#### Gli inizi
Inizia a giocare a calcio nel settore giovanile del Treviso dove rimane fino all'estate del 2009 passando poi in quello del Padova. Nel 2011 è stato acquistato dal Milan, con cui ha giocato prima nei Giovanissimi nazionali e negli Allievi nazionali e poi, dal 2013, con la Primavera.

#### Cittadella
Il 30 gennaio 2017 viene ceduto in prestito per i successivi 6 mesi al Cittadella, in Serie B, con cui nella seconda parte della stagione 2016-2017 fa quindi il suo esordio da professionista, nella gara pareggiata contro la Pro Vercelli, valevole per la 24ª giornata di campionato. L'8 maggio seguente, segna la prima marcatura da professionista nella vittoria esterna ai danni del Pisa. Disputa in tutto 12 partite nel torneo cadetto, nelle quali segna anche 4 gol, con i quali contribuisce alla qualificazione ai play-off della sua squadra.

#### Atalanta e vari prestiti
Il 1º luglio seguente viene acquistato a titolo definitivo dall'Atalanta; esordisce in Serie A il 20 settembre 2017, nella 5ª giornata di campionato, entrando al posto di Petagna nel secondo tempo della partita casalinga vinta per 5-1 contro il Crotone.
Dopo aver disputato appena 4 presenze con il club bergamasco, il 18 gennaio 2018 torna nuovamente in prestito al Cittadella, in Serie B; nella seconda parte di stagione segna 2 gol in 17 partite nel campionato cadetto, giocando poi ulteriori 2 partite nei play-off.
Per la stagione 2018-2019 viene ceduto in prestito al Perugia, sempre in Serie B; segna il suo primo gol con gli umbri all'esordio in partite ufficiali, il 5 agosto 2018, nella sconfitta casalinga per 3-1 contro il Novara, nel secondo turno di Coppa Italia. Sigla la prima rete in campionato il 24 agosto, nella partita in trasferta terminata 1-1 contro il Brescia. Il 2 settembre successivo è decisiva una sua doppietta - la prima in carriera - nella vittoria in casa per 2-0 contro l'Ascoli.
Conclude l'ottima annata in grifone, risultando uno degli elementi chiave della squadra realizzando 12 reti in 34 presenze tra campionato e Coppa.
Nell'estate del 2019 viene ceduto in prestito al Crotone, sempre in Serie B. Dopo sole 13 presenze, il 13 gennaio 2020 viene ceduto, sempre a titolo temporaneo, al Pisa. Il 19 gennaio 2020 esordisce con la nuova maglia in occasione di Benevento-Pisa 1-1. Il 29 febbraio segna il primo gol, decidendo la sfida casalinga con la sua ex squadra, il Perugia. Il 10 settembre seguente il prestito al club toscano viene confermato per un'altra stagione.
Il 12 luglio 2021 si trasferisce, a titolo temporaneo, alla Cremonese. Il 12 settembre successivo segna la prima rete con i grigiorossi, in occasione del successo per 2-0 sul Cittadella, sua ex squadra.
Il 31 gennaio 2022, dopo 17 presenze e tre reti con i grigiorossi, si trasferisce a titolo temporaneo alla SPAL.Il 22 febbraio segna le prime reti con i colori biancoazzurri, segnando una doppietta nel successo per 5-1 sulla Ternana. Al termine della stagione fa ritorno ai bergamaschi.
Il 1º settembre 2022, nell'ultimo giorno della sessione estiva calciomercato, viene ceduto in prestito annuale al Palermo, neopromosso in Serie B. Il 17 marzo 2023 segna la sua prima rete, su calcio di rigore, nel successo per 5-2 sul Modena. 

#### Reggiana
Il 3 agosto 2023 viene ceduto a titolo definitivo alla Reggiana. Tre gioni dopo, nel debutto con i granata segna la sesta ed ultima rete nel rotondo successo per 6-2 sul Pescara nel turno preliminare di Coppa Italia. Il 26 agosto segna anche la prima rete in campionato, fissando il punteggio sul definitivo 2-2 in casa del Como. Prima della contro il Palermo, alla terza giornata di campionato, subisce un infortunio al legamento crociato del ginocchio che lo costringe a saltare il resto della stagione 2023-2024. Torna in campo nella partita casalinga contro il Parma all'ultima giornata di campionato, subentrando all'85' minuto a Manolo Portanova.
Nella stagione 2024-25 segna 6 reti in 28 partite, contribuendo al raggiungimento della salvezza.

#### Union Brescia
Il 5 agosto 2025 viene ingaggiato dall'Union Brescia, militante in Serie C.

### Nazionale
Tra il 2012 ed il 2013 ha giocato varie partite con le maglie dell'Under-15 e dell'Under-16.
Nel 2013 ha partecipato agli Europei Under-17 (nei quali l'Italia è stata finalista perdente) ed ai Mondiali Under-17; nel medesimo anno ha anche segnato 2 gol in altrettante partite amichevoli con l'Under-18.
Tra il 2015 ed il 2016 ha totalizzato 5 presenze con la maglia dell'Under-19. Nel 2016 ha segnato un gol in 3 partite con l'Under-20.
Nel 2017 viene convocato per disputare i Mondiali Under-20: fa il suo esordio nella manifestazione nella prima giornata della fase a gironi, il 21 maggio 2017, giocando da titolare la partita persa per 1-0 contro l'Uruguay.
Il 4 settembre 2017 esordisce con la maglia della nazionale Under-21 italiana, subentrando dalla panchina in una partita amichevole vinta per 4-1 in casa contro i pari età della Slovenia. Realizza il suo primo gol in Under-21 il 10 ottobre 2017, in un'amichevole giocata a Ferrara contro il Marocco, fissando al 94º il risultato sul 4-0.

## Statistiche

### Presenze e reti nei club
Statistiche aggiornate al 15 maggio 2025.
| Stagione          | Squadra           | Campionato        | Campionato | Campionato | Coppe nazionali | Coppe nazionali | Coppe nazionali | Coppe continentali | Coppe continentali | Coppe continentali | Altre coppe | Altre coppe | Altre coppe | Totale | Totale |
| Stagione          | Squadra           | Comp              | Pres       | Reti       | Comp            | Pres            | Reti            | Comp               | Pres               | Reti               | Comp        | Pres        | Reti        | Pres   | Reti   |
| ----------------- | ----------------- | ----------------- | ---------- | ---------- | --------------- | --------------- | --------------- | ------------------ | ------------------ | ------------------ | ----------- | ----------- | ----------- | ------ | ------ |
| gen.-giu. 2017    | Cittadella        | B                 | 12         | 4          | CI              | 0               | 0               | -                  | -                  | -                  | -           | -           | -           | 12     | 4      |
| 2017-gen. 2018    | Atalanta          | A                 | 4          | 0          | CI              | 0               | 0               | UEL                | 0                  | 0                  | -           | -           | -           | 4      | 0      |
| gen.-giu. 2018    | Cittadella        | B                 | 17+3       | 2          | CI              | 0               | 0               | -                  | -                  | -                  | -           | -           | -           | 20     | 2      |
| Totale Cittadella | Totale Cittadella | Totale Cittadella | 29+3       | 6          |                 | 0               | 0               |                    | -                  | -                  |             | -           | -           | 32     | 6      |
| 2018-2019         | Perugia           | B                 | 32+1       | 10+1       | CI              | 1               | 1               | -                  | -                  | -                  | -           | -           | -           | 34     | 12     |
| 2019-gen. 2020    | Crotone           | B                 | 13         | 0          | CI              | 0               | 0               | -                  | -                  | -                  | -           | -           | -           | 13     | 0      |
| gen.-lug. 2020    | Pisa              | B                 | 16         | 3          | CI              | -               | -               | -                  | -                  | -                  | -           | -           | -           | 16     | 3      |
| 2020-2021         | Pisa              | B                 | 29         | 6          | CI              | 2               | 0               | -                  | -                  | -                  | -           | -           | -           | 31     | 6      |
| Totale Pisa       | Totale Pisa       | Totale Pisa       | 45         | 9          |                 | 2               | 0               |                    | -                  | -                  |             | -           | -           | 47     | 9      |
| 2021-gen. 2022    | Cremonese         | B                 | 14         | 3          | CI              | 1               | 0               | -                  | -                  | -                  | -           | -           | -           | 15     | 3      |
| gen.-giu. 2022    | SPAL              | B                 | 16         | 3          | CI              | 0               | 0               | -                  | -                  | -                  | -           | -           | -           | 16     | 3      |
| 2022-2023         | Palermo           | B                 | 25         | 1          | CI              | 0               | 0               | -                  | -                  | -                  | -           | -           | -           | 25     | 1      |
| 2023-2024         | Reggiana          | B                 | 3          | 1          | CI              | 2               | 1               | -                  | -                  | -                  | -           | -           | -           | 5      | 2      |
| 2024-2025         | Reggiana          | B                 | 28         | 6          | CI              | 1               | 0               | -                  | -                  | -                  | -           | -           | -           | 29     | 6      |
| Totale Reggiana   | Totale Reggiana   | Totale Reggiana   | 31         | 7          |                 | 3               | 1               |                    | -                  | -                  |             | -           | -           | 34     | 8      |
| 2025-2026         | Union Brescia     | C                 | 0          | 0          | CI-C            | 0               | 0               | -                  | -                  | -                  | -           | -           | -           | 0      | 0      |
| Totale carriera   | Totale carriera   | Totale carriera   | 209+4      | 40+1       |                 | 7               | 2               |                    | 0                  | 0                  |             | -           | -           | 220    | 43     |

### Cronologia presenze e reti in nazionale
| Cronologia completa delle presenze e delle reti in nazionale ― Italia under 21 | Cronologia completa delle presenze e delle reti in nazionale ― Italia under 21 | Cronologia completa delle presenze e delle reti in nazionale ― Italia under 21 | Cronologia completa delle presenze e delle reti in nazionale ― Italia under 21 | Cronologia completa delle presenze e delle reti in nazionale ― Italia under 21 | Cronologia completa delle presenze e delle reti in nazionale ― Italia under 21 | Cronologia completa delle presenze e delle reti in nazionale ― Italia under 21 | Cronologia completa delle presenze e delle reti in nazionale ― Italia under 21 |
| Data                                                                           | Città                                                                          | In casa                                                                        | Risultato                                                                      | Ospiti                                                                         | Competizione                                                                   | Reti                                                                           | Note                                                                           |
| ------------------------------------------------------------------------------ | ------------------------------------------------------------------------------ | ------------------------------------------------------------------------------ | ------------------------------------------------------------------------------ | ------------------------------------------------------------------------------ | ------------------------------------------------------------------------------ | ------------------------------------------------------------------------------ | ------------------------------------------------------------------------------ |
| 4-9-2017                                                                       | Cittadella                                                                     | Italia under 21                                                                | 4 – 1                                                                          | Slovenia under 21                                                              | Amichevole                                                                     | -                                                                              | 55’                                                                            |
| 5-10-2017                                                                      | Budapest                                                                       | Ungheria under 21                                                              | 2 – 6                                                                          | Italia under 21                                                                | Amichevole                                                                     | -                                                                              | 61’                                                                            |
| 10-10-2017                                                                     | Ferrara                                                                        | Italia under 21                                                                | 4 – 0                                                                          | Marocco under 21                                                               | Amichevole                                                                     | 1                                                                              | 82’                                                                            |
| 22-3-2018                                                                      | Perugia                                                                        | Italia under 21                                                                | 1 – 1                                                                          | Norvegia under 21                                                              | Amichevole                                                                     | 1                                                                              | 63’                                                                            |
| 27-3-2018                                                                      | Novi Sad                                                                       | Serbia under 21                                                                | 0 – 1                                                                          | Italia under 21                                                                | Amichevole                                                                     | 1                                                                              |                                                                                |
| 6-9-2018                                                                       | Dunajská Streda                                                                | Slovacchia under 21                                                            | 3 – 0                                                                          | Italia under 21                                                                | Amichevole                                                                     | -                                                                              | 58’                                                                            |
| 11-9-2018                                                                      | Cagliari                                                                       | Italia under 21                                                                | 3 – 1                                                                          | Albania under 21                                                               | Amichevole                                                                     | -                                                                              | 76’                                                                            |
| 11-10-2018                                                                     | Udine                                                                          | Italia under 21                                                                | 0 – 1                                                                          | Belgio under 21                                                                | Amichevole                                                                     | -                                                                              | 59’                                                                            |
| 15-10-2018                                                                     | Vicenza                                                                        | Italia under 21                                                                | 2 – 0                                                                          | Tunisia under 21                                                               | Amichevole                                                                     | -                                                                              | 60’                                                                            |
| Totale                                                                         |                                                                                | Presenze                                                                       | 9                                                                              |                                                                                | Reti                                                                           | 3                                                                              |                                                                                |

## Palmarès

### Club

#### Competizioni giovanili
- Torneo di Viareggio: 1

Milan: 2014